# 0 марта
0 марта (нулевое марта) — несуществующая календарная дата. Во избежание вычислений по конкретным годам может использоваться в планировании, программном обеспечении (например, при бизнес-расчётах в «Microsoft Excel»), астрономии (например, в годовых эфемеридах), а также в алгоритме Судного дня Джона Конвея, как фиксированное значение применительно к последнему дню февраля, который имеет неудобную для расчётов плавающую дату последнего дня ввиду наличия високосных годов.